# 2993 Wendy
2993 Wendy је астероид главног астероидног појаса. Приближан пречник астероида је 10,64 ,
а средња удаљеност астероида од Сунца износи 2,587 астрономских јединица (АЈ).
Инклинација (нагиб) орбите у односу на раван еклиптике је 12,286 степени, а орбитални период износи 1520,236 дана (4,162 године). Ексцентрицитет орбите астероида износи 0,194.
Апсолутна магнитуда астероида износи 12,30 а геометријски албедо 0,187.
Астероид је откривен 4. августа 1970. године.